# Productivitate
Productivitatea este o măsură a eficienței producției. Productivitatea în economie se referă la metrici și măsurători ale ieșirilor din procesele de producție, pe unitatea de ieșire. Productivitatea muncii, de exemplu, se măsoară în mod clasic ca un raport între total ieșiri și o unitate de total ore lucrate, ca intrare. 
Productivitatea poate fi privită ca o măsurare a eficienței tehnice sau inginerești a producției. Productivitatea diferă de metricii eficienței, care iau în considerație și valoarea a ceea ce se produce, și costul intrărilor utilizate, dar diferă și de metricii profitabilității, care se referă la diferențele dintre veniturile obținute din ieșiri și cheltuielile asociate intrărilor.